# Línia evolutiva de Cyndaquil
Aquesta línia evolutiva de Pokémon inclou Cyndaquil, Quilava i Typhlosion.

## Cyndaquil
Cyndaquil és una de les espècies que apareixen a la franquícia Pokémon, una sèrie de videojocs, anime, mangues, llibres, cartes col·leccionables i altres mitjans que va ser inventada per Satoshi Tajiri i ha generat milers de milions de dòlars en beneficis per a Nintendo i Game Freak. És de tipus foc i evoluciona a Quilava.

## Quilava
Quilava és una de les espècies que apareixen a la franquícia Pokémon, una sèrie de videojocs, anime, mangues, llibres, cartes col·leccionables i altres mitjans que va ser inventada per Satoshi Tajiri i ha generat milers de milions de dòlars en beneficis per a Nintendo i Game Freak. És de tipus foc i evoluciona de Cyndaquil. Evoluciona a Typhlosion.

## Typhlosion
Typhlosion és una de les espècies que apareixen a la franquícia Pokémon, una sèrie de videojocs, anime, mangues, llibres, cartes col·leccionables i altres mitjans que va ser inventada per Satoshi Tajiri i ha generat milers de milions de dòlars en beneficis per a Nintendo i Game Freak. És de tipus foc i evoluciona de Quilava.
L'octubre de 2024 una filtració massiva de milers d'arxius confidencials de Game Freak van destapar una història sense publicar on es narra que els Typhlosion temps enrere podien adoptar forma humana, i que un va enganyar a una noia i va engendrar amb ella un fill mig humà i mig bestiola. La història filtrada va causar un fort enrenou a les xarxes.